# Adoretus peregrinus
Adoretus peregrinus är en skalbaggsart som beskrevs av Ohaus 1914. Adoretus peregrinus ingår i släktet Adoretus och familjen Rutelidae. Inga underarter finns listade i Catalogue of Life.